# Cabinet Woidke I
Pour les articles homonymes, voir Cabinet Woidke.
Land de Brandebourg
Platzeck III Woidke II
Le cabinet Woidke I (Kabinett Woidke I, en allemand) est le gouvernement du Land de Brandebourg entre le 28 août 2013 et le 5 novembre 2014, durant la cinquième législature du Landtag.

## Coalition et historique
Dirigé par le nouveau ministre-président social-démocrate, Dietmar Woidke, il est soutenu par une « coalition rouge-rouge » entre le Parti social-démocrate d'Allemagne (SPD) et Die Linke (Linke), qui disposent ensemble de 57 députés sur 88 au Landtag, soit 64,8 % des sièges.
Il a été formé à la suite de la démission du ministre-président Matthias Platzeck et succède au cabinet Platzeck III, constitué d'une coalition identique.
À la suite des élections du 14 septembre 2014, la coalition SPD-Linke conserve sa majorité absolue et constitue le cabinet Woidke II.

## Composition

### Initiale (28 août 2013)
- Les nouveaux ministres sont indiqués en gras, ceux ayant changé d'attributions en italique.

| Portefeuille                                                                   | Titulaire | Titulaire                                | Parti |
| ------------------------------------------------------------------------------ | --------- | ---------------------------------------- | ----- |
| Ministre-président                                                             |           | Dietmar Woidke                           | SPD   |
| Vice-ministre-président Ministre des Finances                                  |           | Helmuth Markov                           | Linke |
| Ministre de l'Intérieur                                                        |           | Ralf Holzschuher                         | SPD   |
| Ministre de la Justice                                                         |           | Volkmar Schöneburg (jusqu'au 14/12/2013) | Linke |
| Ministre de l'Économie et des Affaires européennes                             |           | Ralf Christoffers                        | Linke |
| Ministre des Infrastructures et de l'Agriculture                               |           | Jörg Vogelsänger                         | SPD   |
| Ministre de l'Éducation, de la Jeunesse et des Sports                          |           | Martina Münch                            | SPD   |
| Ministre de la Science, de la Recherche et de la Culture                       |           | Sabine Kunst                             | Aucun |
| Ministre du Travail, des Affaires sociales, des Femmes et de la Famille        |           | Günter Baaske                            | SPD   |
| Ministre de l'Environnement, de la Santé et de la Protection des consommateurs |           | Anita Tack                               | Linke |

### Remaniement du 21 janvier 2014
- Les nouveaux ministres sont indiqués en gras, ceux ayant changé d'attributions en italique.

| Portefeuille                                                                   | Titulaire | Titulaire         | Parti |
| ------------------------------------------------------------------------------ | --------- | ----------------- | ----- |
| Ministre-président                                                             |           | Dietmar Woidke    | SPD   |
| Vice-ministre-président Ministre de la Justice                                 |           | Helmuth Markov    | Linke |
| Ministre de l'Intérieur                                                        |           | Ralf Holzschuher  | SPD   |
| Ministre des Finances                                                          |           | Christian Görke   | Linke |
| Ministre de l'Économie et des Affaires européennes                             |           | Ralf Christoffers | Linke |
| Ministre des Infrastructures et de l'Agriculture                               |           | Jörg Vogelsänger  | SPD   |
| Ministre de l'Éducation, de la Jeunesse et des Sports                          |           | Martina Münch     | SPD   |
| Ministre de la Science, de la Recherche et de la Culture                       |           | Sabine Kunst      | Aucun |
| Ministre du Travail, des Affaires sociales, des Femmes et de la Famille        |           | Günter Baaske     | SPD   |
| Ministre de l'Environnement, de la Santé et de la Protection des consommateurs |           | Anita Tack        | Linke |